# Diane (police de caractères)
Pour les articles homonymes, voir Diane.
Diane est une police de caractères dessinée en 1956 par le Français Roger Excoffon pour la fonderie Olive. Elle est rangée parmi les scriptes dans la classification Vox-Atypi.